# Elisa (chanteuse)
 (décembre 2014).
Si vous disposez d'ouvrages ou d'articles de référence ou si vous connaissez des sites web de qualité traitant du thème abordé ici, merci de compléter l'article en donnant les références utiles à sa vérifiabilité et en les liant à la section « Notes et références ».
Pour les articles homonymes, voir Elisa et Toffoli.
Elisa Toffoli, plus connue sous le nom de scène de Elisa, est née à Trieste le 19 décembre 1977, puis grandit à Monfalcone (Frioul-Vénétie Julienne).
Elisa est une auteure-compositrice-interprète, musicienne, arrangeur italienne. Elisa écrit la plupart de ses textes en anglais. Son répertoire se compose au debut principalement de rock alternatif et de pop rock évoluant au cours de sa carrière. Cependant on trouve dans ses albums quelques titres de styles Jazzy comme Asile's World . Elisa a été découverte du grand public à 19 ans avec l'album Pipes & Flowers, mais sa carrière a débuté lors de sa participation au Festival de Sanremo 2001 avec la chanson Luce (Tramonti a nord est). La chanteuse a vendu plus de trois millions d'albums en Italie en 12 ans de carrière, et possède sa propre maison d'édition Sogno Meccanico.

## Biographie et Carrière
Elisa Toffoli est née à Trieste le 19 décembre 1977 et grandit à Monfalcone. Depuis sa jeunesse, elle se consacre aux arts : musique, danse, peinture et théâtre, en exploitant le climat culturel particulier de la zone frontalière avec les Balkans et l'Europe orientale. Ses premières influences musicales sont Björk, Tori Amos, Sarah Vaughan, Aretha Franklin et Ella Fitzgerald. Elle écoute également beaucoup The Doors, lit et admire un grand nombre de textes de Jim Morrison ainsi que des poèmes de Rudyard Kipling. À onze ans, elle écrit ses premiers textes et compose ses premières mélodies. À treize ans, elle travaille en alternance dans un salon de coiffure, et commence en tant que choriste, chanteuse et musicienne dans plusieurs groupes locaux, en expérimentant avec les différents genres musicaux. En 1992 à quatorze ans, elle apparaît dans un épisode de la télévision Karaoke menée par Fiorello qui, à ce moment était en escale à Gorizia. À quinze ans, elle travaille comme choriste à la création de l'album reggae Guerre Mongers de Positive Men.

### 1995-1998.Pipes & Flowers, le premier album
À seize ans, Elisa participe à une audition de Caterina Caselli, qui, impressionnée par sa voix et ses textes, lui donne l'occasion de signer un an après son premier contrat d'enregistrement avec Sugar Music, étiquette gérée par elle. En 1996, A dix-huit, elle part pour Berkeley (Californie) où, avec Corrado Rustici, producteur de Sugar, elle œuvre au début de l'album.
Le single Sleeping in Your Hand paraît à la fin de mai 1997. L'album Pipes & Flowers qui contient le single est publié le 22 septembre 1997. Il est alors sacré quatre fois disque de platine en Italie. Elisa est l'auteure ou la coauteure de tous ses textes, écrits en anglais, ainsi que de la musique. Pour ses débuts en 1998, elle gagne le Targa Tenco et le PIM Italien (Prix de la Musique).
Elisa commence alors à être connue par quelques spectacles en direct : la première édition de Heineken Jammin Festival de Imola et plus tard comme première partie lors de la tournée européenne d'Eros Ramazzotti (y compris en France).
Après la sortie de l'album dans la moitié de l'Europe, elle entame une série de collaborations avec des producteurs pour la réalisation de plusieurs chansons. La première à être publiée est Cure me, produite par Darren Allison (Skunk Anansie, Spiritualized, The Divine Comedy). Le single sort fin 1998. Pour l'occasion Pipes & Flowers sort dans une nouvelle édition qui comprend cette chanson.
1998 est l'année où commence une symbiose féconde entre les chansons d'Elisa et le monde du cinéma. Les chansons A Feast for Me et Si délicate So Pure sont incluses dans la BO du film de Amiche davvero!! de Marcello Cesena, tandis que l'année d'après Cure me est incluse dans la bande originale du film La prima volta de Massimo Martella.

### 1998-2001.Asile's Worldet la victoire à Sanremo
Le 5 mai 2000 sort Asile's World, le second album d'Elisa, trois ans après son premier album. Asile's World est produit par quatre producteurs différents, y compris Howie B. C'est un produit caractérisé par des arrangements électroniques, qui est composé à la fois de sample synthpop ainsi que par des expérimentations électroniques. Il s'écarte sensiblement du genre pop rock prédominant de l'album précédent.
Elisa, bien qu'elle n'apprécie pas les concours de chant, accepte la proposition de Caterina Caselli de participer à la 51e édition du Festival de Sanremo. La chanteuse apparaît sur la scène Teatro Ariston avec sa première chanson en Italien, Luce (Tramonti a nord est), chanson non prévue pour le Festival et écrite par Elisa avec la collaboration de Sugar et produite par Corrado Rustici. Le chanteur Friuli, accompagné par les cordes de Solis String Quartet, arrive au sommet de la compétition et a également remporté le « prix de la critique », tandis que le jury, présidé par Gino Paoli, introduit un prix spécialement pour elle, meilleur interprète du Festival. En ce qui concerne la participation au Festival, Elisa a écrit : « Je suis venue parce que ce Festival est l'événement musical le plus regardé. Et je voulais faire découvrir cette chanson. De cette façon, en cinq minutes, 15 millions de personnes l'ont entendue. Je ne me sens pas dans la course ». Après la participation au festival, une nouvelle édition de l'album Asile's World contient aussi la chanson de Sanremo. Elisa reviendra à Sanremo en tant qu'invitée en 2007.
La même année, à l'ouverture de Future Show à Gênes au Goa-Boa Festival, Elisa chante à Bologne devant vingt mille personnes, ensemble dans une distribution internationale comprenant Manu Chao et Tricky, puis se produit aussi au concert de Noël au Vatican.

### 2001-2003.Then comes the sunet Elisa
Avec le single Heaven Out of Hell le 9 novembre 2001, le troisième album d'Elisa Then comes the sun sort. L'album, produit par Corrado Rustici est caractérisé par un son pop acoustique avec une certaine évasion dans le rock et l'électronique, et est musicalement plus simple que son prédécesseur, avec des textes plus personnels.
Pendant ce temps, Elisa a reçu plusieurs prix et reconnaissances. Le jour même du lancement de son troisième album, elle a été élue « meilleur artiste italienne » aux MTV Europe Music Awards de Francfort sur le Main (et semble être à ce jour la seule artiste féminine à avoir reçu ce prix). Le 26 novembre 2001, elle a remporté trois prix lors de l'Italian Music Awards, et une récompense pour la « meilleure artiste féminine » et « meilleur single » pour Luce. Puis, en décembre 2002, elle obtient trois nominations aux Prix de la musique italienne.
En outre, on retrouve beaucoup de ses apparitions lors d'événements et de programmes de télévision. Le 5 janvier 2002, elle est parmi les invités sur les super « Rai Uno Programme » Un Ponte fra le stelle, Le Befana, pour les enfants victimes de la guerre et du terrorisme. C'est un programme créé avec le parrainage du Haut Commissariat des Nations unies pour les réfugiés. Au printemps, elle chante au concerto del Primo Maggio et Pavarotti & Friends où elle donne un duo avec le célèbre ténor dans la chanson Voglio vivere così (col sole in fronte) et enfin, pour la deuxième année consécutive, elle performe sur la chanson lors du concert de Noël au Vatican.
À la fin février 2002, Elisa chante l'Inno di Mameli, réorganisée par Michele Centonze (Jovanotti, Pavarotti) en version Jazz, lors de la cérémonie de clôture des Jeux olympiques d'hiver qui s'est tenue à Salt Lake City (États-Unis), qui prévoyait la rétrocession à Turin aux Jeux Olympiques d'hiver de 2006.
En août 2002, alors que l'album Then comes the sun devient triple disque de platine en Italie, est publié un album contenant les plus grands tubes de la chanteuse pour le marché européen, intitulé Elisa. L'album sort dans plus de vingt pays, dont l'Allemagne, l'Espagne et les Pays-Bas. Il est précédé par le single Come Speak to Me version anglaise de Luce.
Elisa a fait ses débuts en octobre au Teatro Massimo de Palerme, protagoniste de Ellis Island, une œuvre musicale sur l'immigration, avec la musique de Giovanni Sollima, le réalisé de Marco Baliani, Todd Reynolds et textes Roberto Alajmo.

### 2003-2004. Hommage à Mia Martini etLotus
En 2003, Elisa revient chanter en italien, avec une reprise de Almeno tu nell'universo, l'une des chansons les plus populaires Mia Martini, disparue en 1995. La chanson, écrite par Bruno Lauzi et Maurizio Fabrizio, est le thème principal du film Ricordati di me de Gabriele Muccino. Le clip est signé par le directeur Richard Lowenstein, connu pour avoir dirigé dans le passé le groupe U2. Almeno tu nell'universo sort 14 février 2003 simultanément avec le film et gagne immédiatement la première place des charts italiens.
Puis vient le single Nessuna certezza de Tiromancino, lorsque Elisa chante avec Federico Zampaglione et Megg. Toujours en 2003, Elisa travaille dur sur Poco mossi gli altri bacini des Avion Voyage.
À la fin de l'année 2003 vient Lotus, le premier album acoustique de la chanteuse, préfacé par le single Broken. Le nouvel album contient certains des succès d'Elisa en version acoustique, trois Cover song Femme Fatale de The Velvet Underground, Hallelujah de Leonard Cohen et Almeno tu nell'universo; ainsi que six titres inédits. L'album est suivi d'une longue tournée acoustique qui amène Elisa à chanter dans plusieurs opéras italiens.
Début 2004, sort un double DVD du même nom. Le premier disque contient l'enregistrement du concert organisé en décembre 2003 par Elisa aux MTV Supersoniques, tandis que le second contient un documentaire réalisé par Luca Guadagnino sur le travail d'Elisa au studio d'enregistrement Bunton.

### Soundtrack '96-'06et d'autres compilations
Pour célébrer ses dix premières années de carrière, le premier « Greatest Hits » d'Elisa sort le 17 novembre 2006, intitulé Soundtrack '96-'06. Il contient beaucoup de ses grands succès des débuts de Sleeping in Your Hand ainsi que de récentes chansons telles que Swan et aussi quatre chansons inédites. L'album est préfacé par Gli ostacoli del cuore, une chanson écrite et composée par Luciano Ligabue qui sera la chanson la plus diffusée à la radio dans toute l'Italie pendant plus de trois mois consécutifs, selon la classification de Music Control. Pour promouvoir Soundtrack, une tournée se fait d'abord en janvier, puis en avril, puis au cours de l'été 2007 accompagnée d'un cd live BO Live Tour. La tournée se termine le 24 septembre avec une date spéciale : Villa Manin à Codroipo (UD), où Elisa avait exprimé le désir de se produire pour des raisons émotionnelles.
Soundtrack '96-'06, qui reste entre les première et deuxième place pendant plus de quinze semaines au classement des meilleures ventes d'albums, devient ainsi le troisième album le plus vendu de 2006. Le 2 décembre 2006, au cours des Nickelodeon Kids Choice Awards, Elisa est récompensée pour les 80 000 premiers exemplaires vendus, avec « l'Orange Disco ». Le 2 mars 2007 elle est récompensée par Pippo Baudo avec un Disque de Diamant pour les 500 000 exemplaires vendus, au cours de la 57e édition du Festival de Sanremo. Elisa y chante en tant qu'hôte Luce, Almeno tu nell'universo et Eppure sentire (di senso di te). Le 6 juin 2007 Elisa reçoit alors le Wind Music Award pour les 600 000 exemplaires vendus. Le match final du Festivalbar 2007 remporte un prix spécial pour ses dix ans de carrière et pour l'album Soundtrack '96-'06. Il arrive premier rang du classement après 40 semaines de lancement. Elisa est la première artiste féminine à remporter ce prix, qui n'a été gagné que cinq fois en 44 éditions et n'a pas été donné en 1998.
Le 5 juillet 2007 Elisa est l'invitée d'Andrea Bocelli au Teatro del Silenzio de Lajatico, avec qui elle donne un duo sur la chanson The Sounds of Silence, en interprétant ensuite sa chanson Dancing.
Au cours de l'été 2007, sort Caterpillar, deuxième compilation internationale d'Elisa, qui contient une liste des titres similaire à Soundtrack '96-'06. L'album, préfacé par le single Stay (en) est publié en août. Une édition limitée a également été publiée en Italie en septembre.
Le 16 novembre le CD Soundtrack '96-'06 Live sort contenant le premier CD live de la chanteuse et le DVD du concert donné au Forum di Assago à Milan au cours de la BO Live Tour 2007.
En novembre 2007 la chanteuse a également remporté le Premio Videoclip italien dans la catégorie « artiste féminine », pour la vidéo Eppure sentire (un senso di te) réalisée par Giovanni Veronesi. Dans le classement établi par MTV Top 100 de 2007, Elisa (avec Nelly Furtado, Linkin Park, Maroon 5, Mika et Avril Lavigne) est l'artiste avec le plus de chansons dans les charts en 2007 : avec les singles Gli ostacoli del cuore en 49e position, Eppure sentire (un senso di te) en 51e position, et Stay entré à la 4e place. Elisa est aussi l'artiste italienne qui atteint la position la plus élevée.

### Dancing, les débuts américains
Le 15 juillet 2008 sort l'album Dancing aux États-Unis et le 25 août au Canada. L'album fait suite au succès de la chanson Dancing, déjà à la vente sur iTunes Amérique sous la forme de EP, qui a eu une excellente notoriété après avoir été utilisé dans une chorégraphie du programme TV So You Think You Can Dance?, version américaine de American idol. Selon un sondage du magazine Billboard l'album s'est placé à la 5e place parmi les meilleurs au 2008. Comme single de l'album Rainbow (en), qui sort sous une toute nouvelle version remixée par Glen Ballard. Pour ce single, un clip est également produit, qui présente la danseuse Lacey Schwimmer qui, avec son partenaire, avait dansé sur l'air de Dancing dans le programme américain populaire. Après quelques Showcases d'été pour les stations de radio américaines, Elisa s'est produite le 8 avril 2008 au Joe's Pub New York, temple de la musique alternative et rampe de lancement pour de nombreux artistes étrangers. Puis commence en octobre le Toronto US / Canada Fall Tour 2008, la première tournée en Amérique du Nord d'Elisa, composé de seize concerts en moins d'un mois. Elisa et sa bande offrent au public américain les chansons de l'album Dancing et quelques pièces de la pointe de son répertoire. Cette tournée dans les clubs, qui relie États-Unis et le Canada, fait une escale, entre autres villes, à Montréal, Boston, New York, Philadelphie, Chicago, Denver, Salt Lake City, Los Angeles, San Francisco et se terminant à Seattle le 24 novembre.

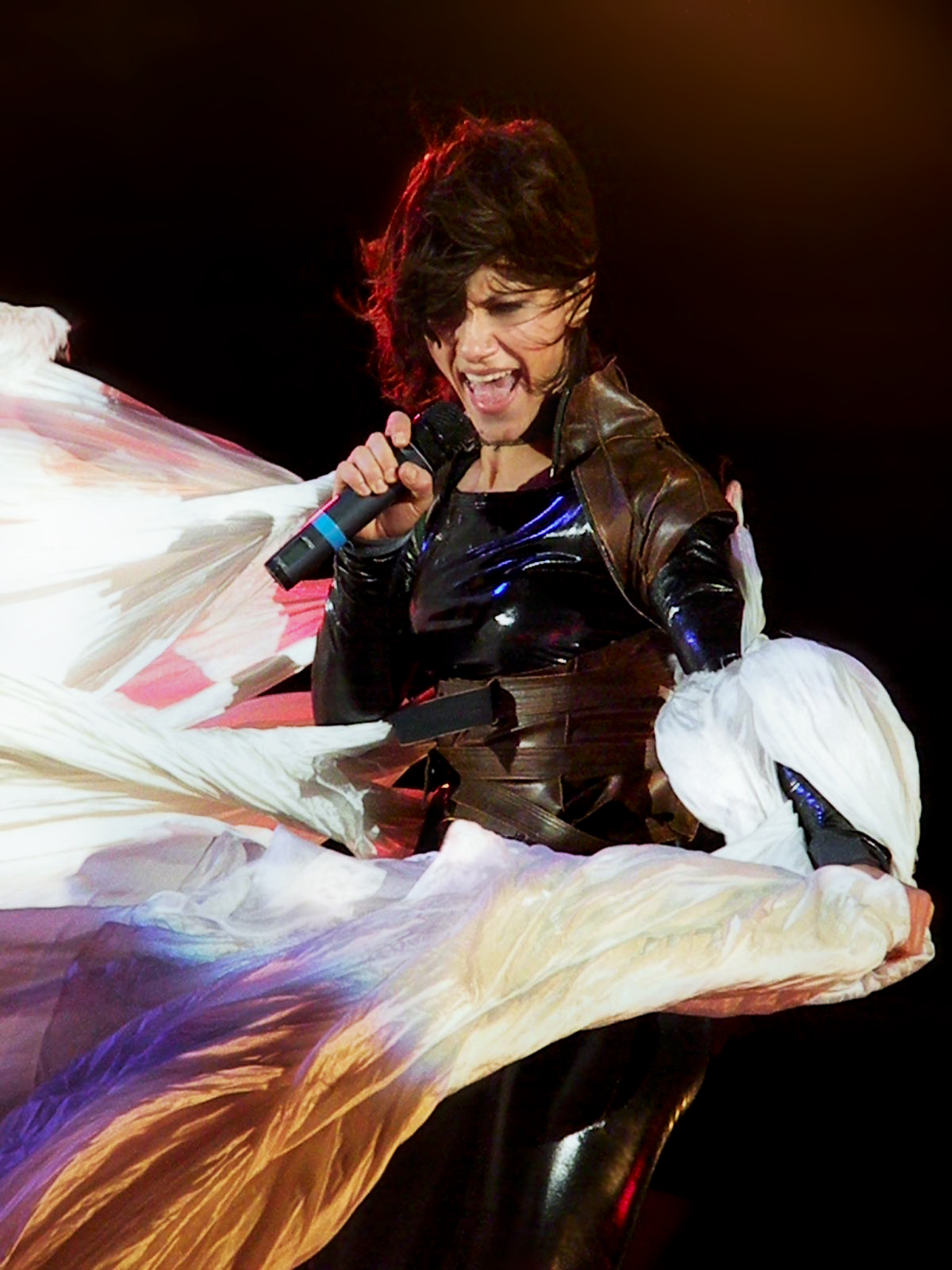
Elisa lors du Mechanical Dream Tour, Mediolanum Forum, 7 octobre 2008.

Le 19 février 2008 à Turin se produit la version italienne de la comédie musicale Hair dirigée par Giampiero Solari et avec Elisa comme directeur musical et artistique.
En mai 2008 est publié par Rizzoli Un senso di me, un livre dans lequel Elisa est racontée à travers des photos, des commentaires et des entrées de journal.
La tournée américaine d'Elisa a été anticipée par trois dates italiennes du spectacle Mechanical Dream : Le 20 septembre 2008 à l'Arène de Vérone (Elisa est la première femme en concert à Esibirvisi), le 30 septembre à PalaLottomatica de Rome et le 7 octobre au Mediolanum Forum de Assago. L'année suivante, le spectacle est décerné par le magazine spécialisé Sound & Lite comme le meilleur spectacle en 2008. Alors que le directeur général de l'Arena di Verona attribue à Elisa le prix du meilleur non-show classique en 2008.

### 21.04.09:Amiche per l'Abruzzo
Entre avril et juin 2009, Elisa participe à deux initiatives visant à la reconstruction de L'Aquila, à la suite du tremblement de terre. Le 21 avril 2009, elle participe à l'enregistrement du single Domani 21/04.09 voulu par Jovanotti et Giuliano Sangiorgi. Ensuite, le 21 juin, au Stadio Giuseppe Meazza de Milan, Elisa était l'une des marraines du méga concert Amiche per l'Abruzzo avec Laura Pausini, Gianna Nannini, Fiorella Mannoia et Giorgia. C'est un projet né d'une idée de Laura Pausini. Quarante-six stars étaient présentes sur scène sur les cent douze femmes de la liste prévue à cette occasion.

### 2009-2010.Heart
Le 21 septembre 2009, une série de vidéos sur la fabrication de son nouvel album a été ajouté sur son site officiel. Le nouvel album intitulé Heart (en) sorti le 13 novembre en Italie, suivi d'une tournée du 4 avril au 14 mai 2010. Le 16 octobre sort uniquement en numérique le nouveau single Ti vorrei sollevare un duo avec Giuliano Sangiorgi de Negramaro.
Le 12 octobre 2009 met fin à une vente de charité à laquelle Elisa a vendu un journal dans lequel elle a écrit durant un an ce qu'elle a vécu, ainsi que ses réflexions sur sa grossesse. Cet Epistodiario contient également des dessins de la chanteuse. Ce livre a été acheté pour la somme de 2937 euros qui ont été entièrement reversés à une œuvre caritative comme le voulait Elisa, au foyer NPO[Quoi ?] de Gorizia (foyer enfants orphelins ou abandonnés).

### 2012-2013
Elle interprète la chanson Ancora Qui composée par Ennio Morricone pour la bande originale du film Django Unchained de Quentin Tarantino.

## Vie privée
Elisa et son partenaire Andrea Rigonat, guitariste d'Elisa depuis ses débuts, sont les parents d’Emma Cecile née le 22 octobre 2009, et de Sebastian né le 20 mai 2013.

## Discographie

### Albums
- 1997 -- Pipes and Flowers
- 2000 -- Asile's World
- 2001 -- Then Comes the Sun
- 2003 -- Lotus (en)
- 2004 -- Pearl Days
- 2009 -- Heart (en)
- 2010 -- Ivy (en)
- 2013 -- L'Anima Vola
- 2016 -- On[1]
- 2018 -- Diari aperti
- 2022 -- Ritorno al futuro/Back to the Future
- 2023 -- Intimate - Recording at Abbey Road Studios

### Compilations et collections
- 2002 -- Elisa (en) - Publié en Europe
- 2006 -- Soundtrack '96-'06
- 2007 -- Soundtrack '96-'06 Live
- 2007 -- Caterpillar - Publié en Europe, ainsi qu'en Italie dans une édition limitée
- 2007 -- Itunes Festival : London - Elisa (live) - uniquement en téléchargement sur itunes
- 2008 -- Dancing - Publié aux États-Unis et au Canada

### Singles

#### Pipes & Flowers
Sleeping In Your Hand · Labyrinth · A Feast for Me · Mr. Want · Cure Me

#### Asile's World
Gift (Elisa) · Happiness Is Home · Asile's World · Luce (Tramonti a nord est)

#### Then Comes The Sun
Heaven Out Of Hell · Rainbow (en) · Time (Planet Funk Remix) · Dancing

#### Lotus
Almeno Tu Nell'Universo · Broken · Electricity

#### Pearl Days
Together (it) · The Waves · Una Poesia Anche Per Te

#### Soundtrack '96-'06
Swan · Gli Ostacoli Del Cuore · Eppure Sentire (Un Senso Di Te) · Stay (en) · Qualcosa Che Non C'è

#### Autre single
Teach Me Again

#### Heart
Ti Vorrei Sollevare

#### Diari aperti
Se piovesse il tuo nome

## Autres activités

### Tournées
Toutes les dates suivantes ont été filmées en Italie sauf indication contraire.
- 1997/1998 -- Pipes & Flowers Tour - Tournée en Europe ainsi que des partisans de la tournée européenne Sucre et Eros Ramazzotti
- 2000/2001 -- Asile's World Tour
- 2002 -- Then Comes The Sun Tour
- 2003/2004 -- Lotus Tour
- 2005 -- Pearl Days Tour
- 2005 -- Lotus Pearl Days Tour
- 2006 -- Tour Unplugged
- 2007 -- BO Live Tour
- 2007 -- BO Live Tour - Partie 2
- 2008 -- Mechanical Dream Tour
- 2008 -- US / Canada Fall Tour - Shot.

### Théâtre
- 2002 -- Ellis Island - Elisa joue le rôle de Felicity Sapegno
- 2008 -- Hair - Direction musicale et arrangement de la musique

### Télévision
- 2006 -- Andata e ritorno - Interprète son propre rôle dans un épisode

### Réalisation
- 2002 -- Rainbow (en) - coréalise avec Dakota Fanning
- 2003 -- Giornate di soli - court métrage
- 2006 -- Una poesia anche per te - coréalise avec Daniele Zennaro
- 2007 -- Stay (en) - coréalise avec Marco Salom
- 2007 -- Qualcosa che non c'è - coréalise avec l'équipe The Underdog

### Music production
- 2000 -- Happiness is home Remix (Elisa) et Tic-Tac - de Asile's World
- 2003 -- Almeno tu nell'universo - en collaboration avec Michele Centonze
- 2003 -- Lotus (en) - en collaboration avec Pasquale Minieri
- 2006 -- Teach Me Again
- 2006 -- Eppure sentire (un senso di te) - coproduit avec Ali Soleimani, Paul Buonvino et Rocco Petruzzi

### Photographie exposition
- 2003/2004 -- Shhh ... i silenzi della natura le chant de la nature photographié par Elisa
- 2006 -- Fotoamatori insospettabili - Elisa affiche 14 photos de la nature

### Livres
- 2008 -- Un senso di me - bibliographie d'Elisa par Rizzoli

les livres suivants contiennent un paragraphe, une pensée ou une citation d'Elisa
- Mamma mia. 25 figli celebri parlamo di lei de Andrea Affaticati (Sperling & Kupfer, 2002)
- Dark angel - textes de Jeff Buckley de Giulio Casale et Luc Moccafighe (Arcane, 2007)
- Il mondo di Tiziano Ferro - Ero contentissimo de Caterina Tonon (Aliberti, 2008)
- Per te amore mio (les poèmes de Jacques Prévert) de Leopoldo Carra (Salani, 2008)

## Prix, récompenses et honneurs
| Année | Prix / Événement                   | Catégorie / Reconnaissance / Motivation |
| ----- | ---------------------------------- | --- |
| 1998  | Targa Tenco                        | Meilleure Première Œuvre |
| 1998  | PIM - Prix italien de la musique   | Révélation de l'année |
| 2001  | 51e Festival di Sanremo            | - Vainqueur de la 51e édition - Prix de la critique du Festival de la chanson italienne "Mia Martini" - Meilleure Interprétation Award - Meilleure Interprète du Festival - Prix Radio / TV - Prix du Meilleur Auteur |
| 2001  | MTV Europe Music Awards            | Meilleure Artiste Italienne |
| 2001  | Italian Music Awards               | - Meilleur Single Luce (Tramonti a nord est) - Meilleure Interprète Féminine - Meilleure Composition Musicale |
| 2002  | PIM - Prix italien de la musique   | - Meilleure Artiste Féminine - Meilleur Single Luce (Tramonti a nord est) |
| 2004  | Meeting Labels Independants        | Meilleure Vidéo d'Influences Artistiques pour le single Together (it) |
| 2005  | Prix du Videoclip Italien          | Meilleure Artiste Féminine pour la vidéo Una poesia anche per te |
| 2005  | XIII Hommage à Augusto Daolio      | pour son engagement avec l'Association ECPAT |
| 2005  | Prix Lunezia « Auteur de l'année » | pour la valeur de la pièce musicale et littéraire de Una poesia anche per te |
| 2006  | Prix âme « catégorie musique »     | pour Teach me again |
| 2006  | Prix pour la Paix                  | Attribué à des artistes engagés dans la solidarité et des projets humanitaires |
| 2007  | Prix spécial au Festivalbar        | pour la compilation Soundtrack '96-'06 |
| 2007  | Wind Music Award                   | pour les ventes de Soundtrack '96-'06 |
| 2007  | Prix du Videoclip Italien          | Meilleure Artiste Féminine pour la vidéo de Eppure sentire (un senso di te) |
| 2008  | Wind Music Award                   | pour les ventes de Soundtrack '96-'06 Live |
| 2009  | Wind Music Award                   | - Meilleur spectacle 2008, décerné par le magazine Sound & Lite pour Mechanical Dream - Meilleur Spectacle Moderne pour le concert à l'Arena di Verona en 2008                                                        |

### Disques d'or
| Disques Orange | Disques de Platine | Disques de Diamant |
| -------------- | ------------------ | ------------------ |
| 1 disque       | 26 disques         | 1 disque           |

### Autre
L'astéroïde (147766) Elisatoffoli est nommé en son honneur.